# Myriam Bat-Yosef
Myriam Bat-Yosef, née Marion Hellerman le 31 janvier 1931 à Berlin et morte le 8 octobre 2023 à Ivry-sur-Seine, est une peintre, sculptrice et performeuse israélo-islandaise.
Elle peint sur papier, toile, tissus et objets, et sur des êtres humains pour des performances.

## Biographie
En 1933, sa famille originaire de Lituanie fuyant le nazisme, Marion Hellerman émigre en Palestine mandataire et s'installe à Jaffa.
En 1936, elle subit un drame familial : son père, militant sioniste, est appelé au combat, encore convalescent d'une opération de l'appendicite. L'incision s'infecte — les antibiotiques n'existant pas encore —, et son père meurt à l'hôpital après neuf mois de souffrance. En 1956, Marion Hellerman rencontre l'inventeur de la streptomycine, le Pr Waxman, lors de son exposition à Rome.
Elle quitte la Palestine mandataire avec sa mère pour habiter trois ans à Paris. Le français est sa première langue scolaire.
En 1939, fuyant toujours le nazisme, elle retourne à nouveau en Palestine, quittant la France par le dernier bateau au départ de Marseille. Elle s'installe à Tel-Aviv avec sa mère, sa tante et sa grand-mère maternelle.
En 1940, elle commence à fréquenter l'Académie des beaux-arts de Tel-Aviv et prend son nom d'artiste, Myriam Bat-Yosef, qui signifie « fille de Joseph » en hébreu, en hommage à son père. En 1946, elle obtient un diplôme de puéricultrice mais veut être artiste. Sa mère l'inscrit dans une école du soir pour préparer un diplôme de professeur d'art.
En 1950, elle effectue deux ans de service militaire en Israël.
En 1952, avec une pension de 50 dollars par mois que sa mère lui alloue, elle part étudier aux Beaux-Arts de Paris. Pour survivre, elle exerce plusieurs activités tout en étudiant. En 1955, elle réalise sa première exposition personnelle, au Club israélien de l'avenue de Wagram à Paris. Sont présents au vernissage de nombreux artistes, tels Agam, Yehuda Neiman, Avigdor Arikha, Raffi Kaiser, Dani Karavan et les sculpteurs Achiam et Shelomo Selinger.
En 1956, elle s'inscrit à l'Académie des beaux-arts de Florence. Elle y rencontre le peintre Erró et partagent un studio glacial en hiver. Ne supportant pas le froid et souffrant d'engelures, elle s'installe à Milan chez des amis. Elle y organise une exposition commune avec Erró, une salle chacun, à la galerie Montenapoleone. Ses œuvres sont remarquées par le sculpteur Marino Marini, et les peintres Renato Birolli et Enrico Prampolini. Myriam Bat-Yosef et Ferro exposent à Rome, Milan, Florence et rencontrent quantité de personnalités : Alain Jouffroy et sa femme, la peintre Manina, Roberto Matta et sa femme Malitte, artiste textile qui fut l'une des fondatrices du Centre Pompidou.
De retour à Paris, Myriam Bat-Yosef et Erró se marient, ce qui lui permet d'éviter d'être appelée dans l'armée israélienne pendant la guerre du canal de Suez.
En 1957, elle se rend avec son mari en Islande et travaille dans une fabrique de chocolat. Ayant suffisamment d'argent, elle se remet à produire. Elle expose dans la première galerie d'art de Reykjavik. Elle rencontre l'artiste Sigidur Bjornsdottir, mariée au peintre suisse Dieter Roth.
En 1958, Myriam Bat-Yosef et son mari partent pour Israël. Ils exposent en Allemagne, puis en Israël. De retour à Paris, le couple se lie d'amitié avec des artistes du mouvement surréaliste, tels Victor Brauner, Hans Bellmer, le sculpteur Philippe Hiquily, Liliane Lijn, future femme de Takis et la photographe Nathalie Waag. Erró et Myriam Bat-Yosef ont une fille le 15 mars 1960, prénommée Tura, d'après le peintre Cosmè Tura, mais également proche de l'islandais Thora ou de la Torah hébraïque.
En 1963, Erró précise à son épouse que si elle veut être peintre, elle ne peut être sa femme. Myriam Bat-Yosef choisit d'être peintre et le couple divorce en 1964. Depuis cette époque, elle expose dans de très nombreux pays en Europe, aux États-Unis, au Japon, etc.
Bien que longtemps dans l'ombre, l'œuvre de Myriam Bat-Yosef a été saluée par de nombreux artistes et personnalités : Anaïs Nin, Nancy Huston, André Pieyre de Mandiargues, José Pierre, René de Solier, Jacques Lacarrière, Alain Bosquet, Pierre Restany, Sarane Alexandrian et André Breton qui, après une visite à son atelier, confiera avoir été intrigué par sa dimension fantasmagorique.
Myriam Bat-Yosef donne depuis 1986 des cours inspirés par la méthode de Betty Edwards : Dessiner grâce au cerveau droit.

## Expositions personnelles
Depuis 1958, Myriam Bat-Yosef a tenu plus de 100 expositions personnelles dans le monde entier.
- 1958 : musée de Tel-Aviv.
- 1963 : musée national de Reykjavik, Islande.
- 1964 : 
  - galerie Lucien Durand, Paris, France ;
  - galerie Schwarz, Milan, Italie. Présenté par Alain Jouffroy et André Pieyre de Mandiargues.
- 1965 : galerie Sydow, Francfort, Allemagne, présenté par Alain Jouffroy.
- 1967 :
  - galerie Aoki, Tokyo, Japon. Présenté par Jean-Clarence Lambert et Chuzo Takigushi ;
  - Israël America Cultural center, New-York.
- 1969 :
  - musée de Tel-Aviv, Israël ;
  - galerie Passepartout, Copenhague, Danemark ;
  - galerie Latina, Stockholm, Suède. Présenté par Pierre Restany ;
  - galerie Schwarz, Milan, Italie. Présenté par Franco Passoni.
- 1970 : galerie Gmurzynska, Cologne, Allemagne, Présenté par Pierre Restany.
- 1971 :
  - musée d’Israël, Jérusalem, Israël ;
  - musée Noraena Hus, Reykjavik.
- 1972 : galerie Schwarz, Milan.
- 1990 : musée Ramat-Gan, Israël.
- 1991 : galerie 1900–2000, Paris.
- 1995 : musée d’Akureyri, Islande.
- 2005 : galerie Claude Samuel, Paris, a l’occasion de la parution du livre Myriam Bat-Yosef : peinture, objets, performances.
- 2009 : galerie Claire Corcia, Paris

## Expositions collectives
- 1955 : Salon de la Jeune Peinture, Paris.
- 1964 : Triennale de Tokyo, Japon.
- 1965 :
  - Salon de mai, Paris. Biennale de Paris ;
  - musée d’Art moderne, Rhode Island, États-Unis.
- 1967 : Collage 67, Munich, Allemagne.
- 1968 : Salon de mai, Paris.
- 1972 : Grafik Biennal, Vienne (Autriche).
- 1976 : World surrealist exhibition, Chicago. Organisé par Franklin Rosemont.
- 1986 : gallerie du Bellay, Paris, Les Filles de Démeter, présenté par Jacques Lacarrière.
- 1990 : Artcurial, Le belvédère de Mandiargue, Paris.
- 1998 : musée de l'Érotisme, Paris.
- 2001 : Collection Arturo Schwarz, musée d'Israël, Jérusalem.
- 2002 : Royal Academy of Arts, « Paris Capital des Arts. 1900-1968 », Londres, curatrice Sarah Wilson.
- 2009 : AREA, revue(s) Femini Pluriel.

## Performances
- 1965 : 
  - Biennale de Paris et l’ORTF, avec François Dufrêne et [[Teresa Trujilo]]
  - théâtre du Bilboquet, avec Copi, Martine Barat, Théo Lesoualch, dirigé par Jorge Lavelli.
- 1981 : Transmutation, de Catherine Dreyfus et Franco Contini, Paris, 22 minutes.
- 1982 : Corp Accord, avec Eugénie Kuffler, Galerie Donguy, Paris.
- 1991 : Un Certain Plume, film super 8, de cette performance, transférée en vidéo, traduit de l’hébreu en français, dit par Monique Rabanit, 60 minutes.
- 1991 : Eryximaque », création à partir de diapositives, réalisée par Myriam Bat-Yosef en 1965, avec François Dufrêne et Teresa Trujilo, 8 minutes.
- 1992 : Mon Testament (My Last Will), filmé dans l’exposition au musée de Ramat-Gan par Honi Hameagel, musique originale de Dror Elimelech, 45 minutes.

## Récompenses
- 1964 : mention honorable, triennale de Tokyo, Japon.
- 1965 : prix du dessin, Biennale de Paris, France.
- 1966 : prix des Critiques d'art ARNYS Paris, France.
- 1968 : médaille à l'exposition annuelle des arts graphiques, Ancona, Italie.
- 1986 : mention à l'exposition du prix La main d'Or, Paris, France.